# Платонівський сад

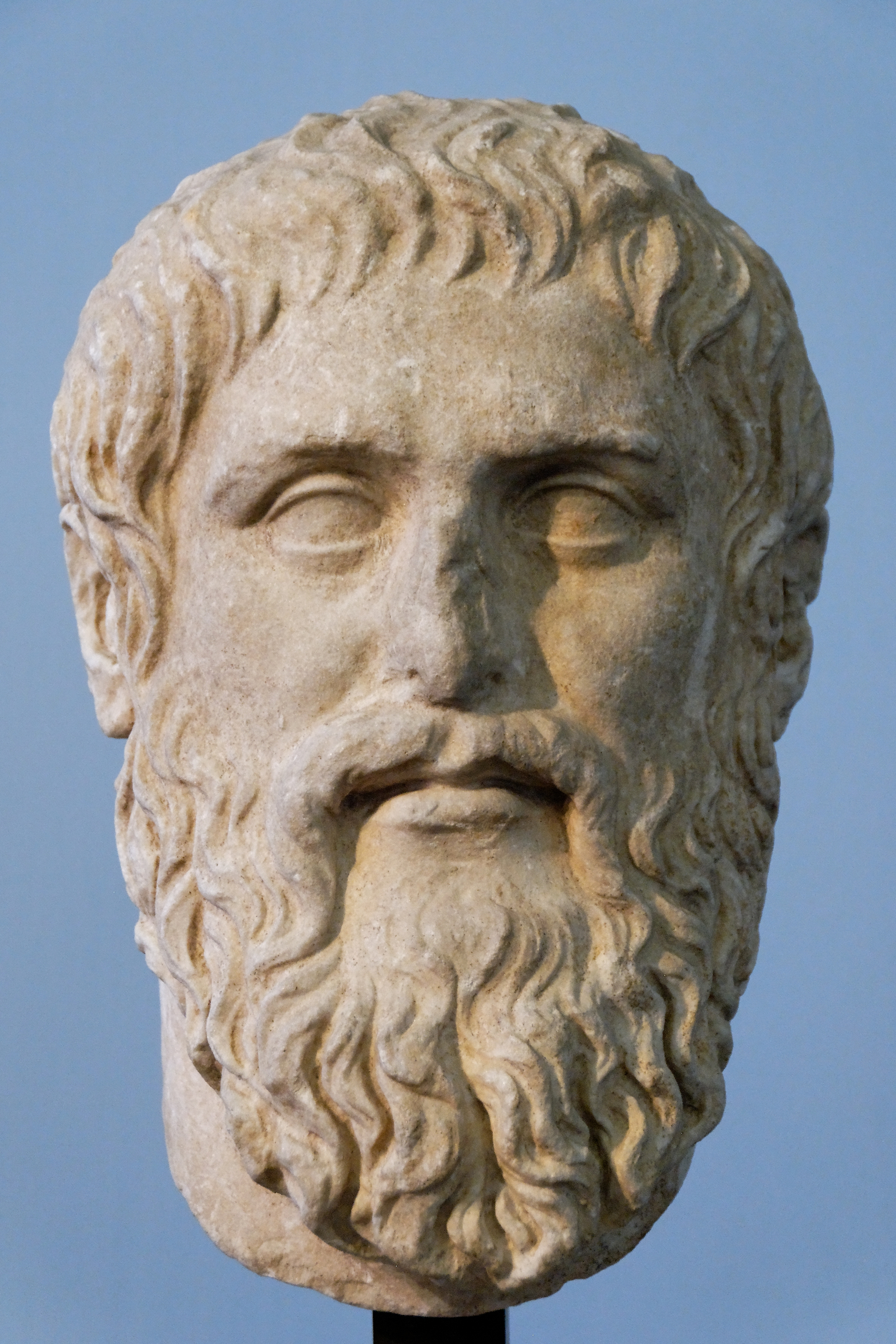

Платонівський сад — філософське поняття, що позначає платонівську систему існування ідей, які, згідно з ученням Платона, є вічними, незмінними й становлять справжню реальність, на відміну від чуттєвого світу, який є лише відображенням цих ідей.

## Походження та значення терміна
Хоча термін використовується для позначення платонівської системи, сам Платон його ніколи не вживав. Вперше його ввів Майкл Фреде у своїх аналізах платонівських праць. Згідно з трактуванням Фріде, це метафізичне місце, де існують усі ідеї, які інколи проникають у наш світ. Оскільки ідеї існували завжди, вони не можуть належати нікому й не мають початку.

## У політиці
Цю концепцію використовують для пояснення авторських прав у рамках лібертаріанських поглядів.

### Праці Платона

#### Переклади українською
- Платон. Оборона Сократа / переклад Володимира Кміцикевича. — Ляйпциг : Українська Накладня, 1920. — 110 с. — (Загальна Біблїотека)
- Платон. Діалоги / пер. з давн.-гр. Йосип Кобів, Уляна Головач, Дзвенислава Коваль, Тарас Лучук, Юрій Мушак; передм. Володимира Кондзьолки. — 2-ге вид. — К. : Основи, 1999. — 395 с. — ISBN 966-500-007-1.
- Платон. Держава / пер. з дав.-гр. Д. Коваль. — К. : Основи, 2000. — 355 с. — ISBN 966-500-022-5.
- Платон. Діалоги / передм. В. В. Шкода, Г. М. Куц ; Ін-т л-ри ім. Т. Г. Шевченка НАН України. — Х. : Фоліо, 2008. — 349 с.
- Платон. Бенкет / пер. з давн.-гр. Уляна Головач. — Л. : Видавництво Українського Католицького Університету, 2018. — 220 с. — ISBN 978-617-7608-01-0.

#### Іншими мовами
- Cooper, John M.; Hutchinson, D.S. Plato: Complete Works. — Hackett Publishing, 1997.(англ.)

### Праці Майкла Фрідe
- «Plato's Arguments and the Dialogue Form» (1992)
- «Plato's Sophist on False Statements» (1992)
- «The Literary Form of the Sophist»
- «The Pseudo-Platonic Seventh Letter» (2015, спільно з Майлсом Бернієтом)